# Palicourea punicea
Palicourea punicea är en måreväxtart som först beskrevs av Hipólito Ruiz López och Pav., och fick sitt nu gällande namn av Dc.. Palicourea punicea ingår i släktet Palicourea och familjen måreväxter. Inga underarter finns listade i Catalogue of Life.